# Elverum
Elverum è un comune norvegese della contea di Innlandet, distretto di Østerdalen.
Vi si è rifugiato il parlamento norvegese a seguito della invasione della Norvegia da parte dell'esercito nazista. Sempre qui, il 9 aprile 1940, è stato firmata l'Autorizzazione di Elverum che conferiva tutti i poteri legislativi ed esecutivi al Re, fino alla fine dello stato d'emergenza.